# Gnophos wiltshirei
Gnophos wiltshirei is een vlinder uit de familie spanners (Geometridae). De wetenschappelijke naam van deze soort is voor het eerst geldig gepubliceerd in 1938 door Wehrli.
De soort komt voor in tropisch Afrika.